# Villa del Carbón
Villa del Carbón est une municipalité de l'État de Mexico, au Mexique. Elle couvre une superficie de 356,14 km2 et compte 47 151 habitants en 2015.